# Tenuiphantes jacksoni
Tenuiphantes jacksoni es una especie de araña araneomorfa del género Tenuiphantes, familia Linyphiidae. La especie fue descrita científicamente por Schenkel en 1925.
Suele ser encontrada por encima de los 2000 metros sobre el nivel del mar. La longitud del cuerpo del macho y la hembra es de 1,9-2,5 milímetros. La especie se distribuye por Suiza, Italia y Turquía.